# محمدزید بهبهانی

محمدزید بهبهانی فرزند یعقوب متولد ۱۳۰۸

نماینده دوره اول مجلس شورای اسلامی حوزه انتخابیه خوزستان (بندر ماهشهر), دادستان گچساران و بهبهان سال ۱۳۵۸ 
تعداد آراء : ۲۷٬۷۴۳ درصد آراء : ۶۴٫۸۰